# 吴琳 (阳湖)
吴琳，江苏阳湖人，清朝政治人物。
光绪三十三年（1906年）至光绪三十四年（1907年），擔任利川知县。